# Batalla de Nachod
La batalla de Nachod (o Náchod) el 27 de junio de 1866 fue la primera gran acción de la guerra austro-prusiana. La avanzada del 5.º Cuerpo del General Karl Friedrich von Steinmetz ocupó un terreno elevado cerca de Nachod como parte del avance prusiano en Bohemia desde Silesia. Elementos del 6.º Cuerpo austríaco bajo el General von Ramming entraron en escena y atacaron a los prusianos aunque fueron rechazados. A medida que llegaron más austríacos, se les ordenó atacar, lo que resultó costoso y sin éxito. Finalmente, los austríacos mal tratados se retiraron del campo. La infantería prusiana tenía una ventaja técnica al disponer del fusil de aguja, un rifle de retrocarga que podía dispararse y cargarse desde una posición boca abajo. En consecuencia, la infantería austríaca, que solo estaba equipada con rifles de avancarga, sufrió un número desproporcionado de bajas.

## Acontecimientos
El Segundo Ejército Prusiano, invadiendo Bohemia, tuvo que separarse para negociar los pasos de las Montañas de los Gigantes. El 5.º Cuerpo del general Karl Friedrich von Steinmetz casi fue atrapado cuando salió de un barranco cerca del pueblo de Nachod, Bohemia. Los Granaderos del Rey (prusiano) estaban en avanzada y corrieron hacia adelante, primero para ocupar algunos bosques fuera de la abertura del barranco, y luego para tomar posesión de las alturas sobre Wenzelsberg.
Para contrarrestar el peligro de los prusianos que flanquearían a su ejército, durante la noche del 26 de junio, Benedek finalmente decidió enviar el VI Cuerpo de Ramming a Nachod para bloquear los pasos. Las órdenes de Benedek solo fueron recibidas por Ramming a la 1:30 a. m. del 27 de junio. Las primeras tropas austríacas comenzaron a movilizarse a las 3:30 a. m., la mayor parte del cuerpo comenzó a las 5:00 a. m., sin haber comido.
Se suponía que el austríaco coronel Hertwegh ocuparía la próxima aldea de Vysokov para bloquear la carretera, pero en cambio, cuando a las 9:00 a. m. llegó a Wenzelsberg, por su propia iniciativa giró a la derecha para atacar a los prusianos en la cresta; los Granaderos del Rey simplemente segaron a sus hombres. Fue ahora cuando se hizo sentir la superioridad del equipo prusiano. Su nuevo fusil de aguja Dreyse les permitía disparar tres tiros por cada uno de los austriacos. La caballería prusiana avanzó ahora a lo largo del camino para evitar que los austríacos alcanzaran a Vysokov, y allí se desarrolló una batalla de caballería.
Los Granaderos del Rey descendieron por la ladera sobre los cuerpos de los hombres de Hertwegh y ocuparon Wenzelsberg. A las 10:45 a. m., llegó una nueva brigada austriaca (Jonak) y se produjo una terrible lucha sobre el cementerio. Los granaderos fueron expulsados de allí, pero se aferraron a la mayor parte del pueblo durante dos horas, mientras que el resto de la 9.ª División llegaba
Una tercera brigada austríaca (Rosenzweig) apareció, y esta vez tenía órdenes inequívocas de tomar Vysokov. Cuando el famoso Regimiento Vienés Hoch-und-Deutschmeister, el último vestigio de combate de la antigua Orden Teutónica, irrumpió en la ciudad, el Coronel Louis von Blumenthal llegó a la cabeza del 52.º de infantería en su flanco derecho. Aunque la lucha continuó, el resultado ahora no estaba en duda.
A la 1:00 p. m. Ramming decidió desenredarse escapando hacia adelante y comprometió a su brigada final —la de Waldstätten— para limpiar el bosque alrededor de Kleny, girar a la izquierda de Rosenzweig y tomar la ciudad, y luego girar el flanco de Steinmetz para empujar a los prusianos nuevamente al paso de montaña. Usando su fuerza de artillería de 42 cañones numéricamente superior —la mayor parte de los cañones austríacos aún estaban encallados en el tráfico— para golpear a Waldstätten, un regimiento prusiano atacó a Rosenzweig en Vaclavice y un regimiento nuevo flanqueó las columnas de Waldstätten. A las 2:00 p. m., habiendo gastado toda su reserva, Ramming ordenó una retirada a Skalice, donde se unió con sus baterías de artillería para formar una gran batería de 80 cañones y tomó una posición detrás de un terraplén del ferrocarril.
Steinmetz decidió no seguir a los austriacos, pero decidió concentrar sus unidades dispersas en las alturas.

## Resultado

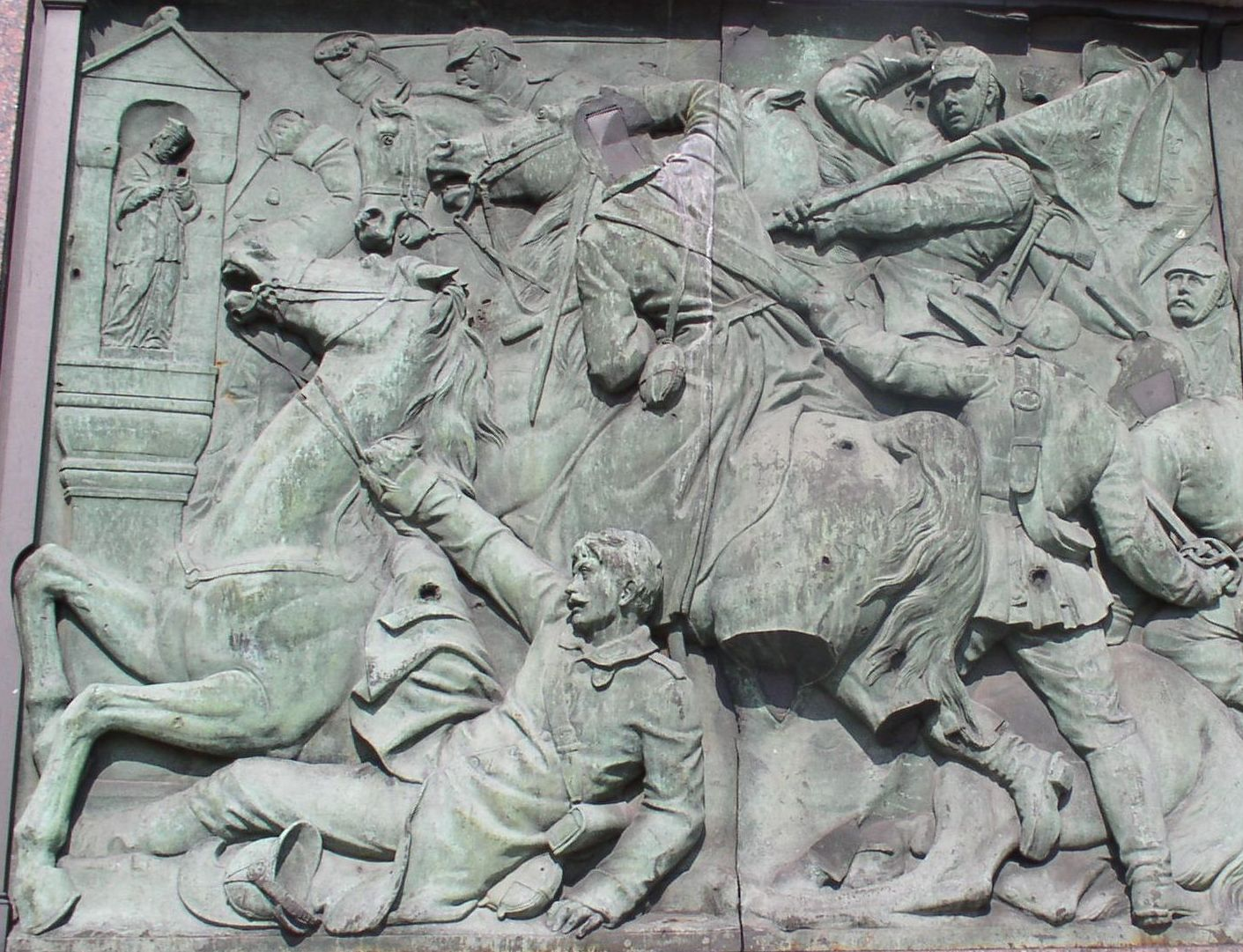
Batalla de Nachod en un relieve en Berlín, por Moritz Schulz, 1872.

Las brigadas del VI Cuerpo de Austria, agotadas por una marcha de seis horas, se comprometieron poco a poco contra los prusianos en posesión de las alturas. La potencia de fuego prusiana incitó a los austriacos a valientes pero costosas cargas de bayoneta; sus oficiales perdieron el control, y cinco mil quinientos hombres cayeron por unos mil prusianos. La noticia electrificó Berlín. Von Steinmetz fue aclamado como el "León de Nachod", y Bismarck descubrió por primera vez en su vida que era popular. Estratégicamente, la derrota de Ramming significó que los austríacos perdieran el control de uno de los pases que daban entrada a Bohemia. También significó que el Cuerpo de Glabenz quedó en el aire en Trautenau, y finalmente significó que el ejército prusiano podría avanzar para unirse con los otros ejércitos prusianos.